# Formazioni di Superliqa azera di pallavolo femminile 2011-2012
Formazioni delle squadre di pallavolo partecipanti alla stagione 2011-2012 del campionato di Superliqa azera.

## Azərreyl
| N° | Nome                | Ruolo | Data di nascita  | Nazionalità sportiva |
| -- | ------------------- | ----- | ---------------- | -------------------- |
| -  | Faig Garayev        | All   | -                | Azerbaigian          |
| 1  | Nootsara Tomkom     | P     | 7 luglio 1985    | Thailandia           |
| 2  | Piyanut Pannoy      | L     | 10 novembre 1989 | Thailandia           |
| 4  | Elisangela de Souza | S     | 29 aprile 1980   | Brasile              |
| 5  | Sara Anzanello      | C     | 30 luglio 1980   | Italia               |
| 7  | Heather Bown        | C     | 29 novembre 1978 | Stati Uniti          |
| 9  | Jennifer Joines     | C     | 23 novembre 1982 | Stati Uniti          |
| 10 | Oksana Parkhomenko  | P     | 28 dicembre 1984 | Azerbaigian          |
| 11 | Aksana Kavalchuk    | S/O   | 23 novembre 1979 | Bielorussia          |
| 12 | Valeriya Korotenko  | L     | 29 gennaio 1984  | Azerbaigian          |
| 15 | Karolina Kosek      | S     | 28 giugno 1985   | Polonia              |
| 16 | Odina Əliyeva       | S     | 22 maggio 1990   | Azerbaigian          |
| 17 | Polina Rəhimova     | S/O   | 5 giugno 1990    | Azerbaigian          |
| 18 | Pelin Çelik         | P     | 24 maggio 1982   | Turchia              |

## Azəryolservis
| N° | Nome                 | Ruolo | Data di nascita  | Nazionalità sportiva |
| -- | -------------------- | ----- | ---------------- | -------------------- |
| -  | Faig Garayev         | All   | -                | Azerbaigian          |
| 1  | Darya Zamanova       | S     | 30 aprile 1987   | Azerbaigian          |
| 3  | Anastasija Artem'eva | S     | 4 dicembre 1989  | Azerbaigian          |
| 4  | Yuliya Pshenichnikh  | -     | -                | Azerbaigian          |
| 5  | Olga Trač            | C     | 15 novembre 1988 | Ucraina              |
| 6  | Ülkər Kərimova       | S     | 22 maggio 1994   | Azerbaigian          |
| 10 | Jana Matiašovská     | S/O   | 7 luglio 1987    | Azerbaigian          |
| 11 | Tat'jana Markevič    | S     | 25 marzo 1988    | Bielorussia          |
| 12 | Shafagat Habibova    | P     | 3 agosto 1991    | Azerbaigian          |
| 15 | Aynur Kərimova       | C     | 7 dicembre 1988  | Azerbaigian          |
| 16 | Oksana Kiselyova     | L     | 30 maggio 1992   | Azerbaigian          |
| 17 | Pelin Çelik          | P     | 24 maggio 1982   | Turchia              |
| 18 | Aleksandra Prupas    | C     | 27 marzo 1994    | Azerbaigian          |
| ?  | Kseniya Pavlenko     | S     | 30 agosto 1993   | Azerbaigian          |
| ?  | Galya Lotvin         | P     | -                | Azerbaigian          |

## Baku
| N° | Nome               | Ruolo | Data di nascita  | Nazionalità sportiva |
| -- | ------------------ | ----- | ---------------- | -------------------- |
| -  | Angelo Vercesi     | All   | 23 giugno 1967   | Brasile              |
| 1  | Biljana Gligorović | P     | 31 gennaio 1982  | Croazia              |
| 3  | Augusta Barboza    | S     | 25 febbraio 1981 | Brasile              |
| 4  | Alessandra Fratoni | S     | 30 dicembre 1981 | Brasile              |
| 6  | Regan Hood         | S     | 10 agosto 1983   | Stati Uniti          |
| 7  | Quinta Steenbergen | C     | 2 aprile 1985    | Paesi Bassi          |
| 8  | Natavan Gasimova   | P     | 8 luglio 1985    | Azerbaigian          |
| 9  | Katie Carter       | S     | 10 ottobre 1985  | Stati Uniti          |
| 10 | Janneke van Tienen | L     | 29 maggio 1979   | Paesi Bassi          |
| 13 | Raffaella Calloni  | C     | 4 maggio 1983    | Italia               |
| 15 | Ingrid Visser      | C     | 4 giugno 1977    | Paesi Bassi          |
| 16 | Lala Baghiyeva     | L     | 13 gennaio 1986  | Azerbaigian          |
| 17 | Renata Colombo     | S/O   | 25 febbraio 1981 | Brasile              |

## İqtisadçı
| N° | Nome               | Ruolo | Data di nascita   | Nazionalità sportiva |
| -- | ------------------ | ----- | ----------------- | -------------------- |
| -  | Emanuele Sbano     | All   | 27 settembre 1973 | Italia               |
| -  | Eldar Aliyev       | All   | 5 marzo 1967      | Azerbaigian          |
| -  | Bulent Karslioglu  | All   | 2 aprile 1972     | Turchia              |
| 1  | Érika Coimbra      | S     | 23 marzo 1980     | Brasile              |
| 2  | Masami Yokoyama    | P     | 12 dicembre 1981  | Giappone             |
| 2  | Georgina Pinedo    | S     | 30 maggio 1981    | Argentina            |
| 3  | Tayyiba Haneef     | S/O   | 23 marzo 1979     | Stati Uniti          |
| 4  | Ilijana Dugandžić  | C     | 17 aprile 1981    | Croazia              |
| 7  | Kristýna Pastulová | C     | 22 ottobre 1985   | Rep. Ceca            |
| 8  | Alice Blom         | S     | 7 aprile 1980     | Paesi Bassi          |
| 9  | Verônica Brito     | S     | 3 febbraio 1986   | Brasile              |
| 10 | Yūko Sano          | L     | 26 luglio 1979    | Giappone             |
| 11 | Kenny Moreno       | S/O   | 6 gennaio 1979    | Colombia             |
| 12 | Fernanda Ferreira  | P     | 10 gennaio 1980   | Brasile              |
| 13 | Marina Katić       | P     | 1º ottobre 1983   | Croazia              |
| 14 | Prisilla Rivera    | S/O   | 29 dicembre 1984  | Rep. Dominicana      |
| 15 | Alina Il'juta      | S/O   | 4 maggio 1991     | Bielorussia          |
| 16 | Elina Abbasova     | L     | 16 giugno 1982    | Azerbaigian          |
| 17 | Lora Kitipova      | P     | 19 maggio 1991    | Bulgaria             |
| 18 | Jennifer Doris     | C     | 3 novembre 1988   | Stati Uniti          |

## Lokomotiv Baku
| N° | Nome                 | Ruolo | Data di nascita   | Nazionalità sportiva |
| -- | -------------------- | ----- | ----------------- | -------------------- |
| -  | Dragutin Baltić      | All   | -                 | Slovenia             |
| 1  | Diana Nenova         | P     | 16 aprile 1985    | Bulgaria             |
| 2  | Ol'ga Pal'čievskaja  | P     | 21 novembre 1986  | Bielorussia          |
| 3  | Marija Filipova      | L     | 10 settembre 1972 | Bulgaria             |
| 4  | Lucía Gaido          | L     | 19 gennaio 1988   | Argentina            |
| 5  | Vera Klimovič        | C     | 29 aprile 1988    | Bielorussia          |
| 7  | Elena Parchomenko    | C     | 9 novembre 1982   | Azerbaigian          |
| 8  | Verónica Gómez       | S     | 30 agosto 1985    | Venezuela            |
| 10 | Kremena Kamenova     | S     | 21 maggio 1988    | Bulgaria             |
| 12 | Nancy Meendering     | S/O   | 12 novembre 1978  | Stati Uniti          |
| 13 | Elisha Thomas        | C     | 20 luglio 1981    | Stati Uniti          |
| 14 | Ivana Miloš          | C     | 7 settembre 1986  | Croazia              |
| 16 | Aleksandra Samoylova | S     | 9 giugno 1987     | Russia               |
| 17 | Marta Sánchez        | S     | 17 maggio 1973    | Cuba                 |

## Lokomotiv Biləcəri
| N° | Nome               | Ruolo | Data di nascita   | Nazionalità sportiva |
| -- | ------------------ | ----- | ----------------- | -------------------- |
| -  | Igor Filictinski   | All   | -                 | Ucraina              |
| 1  | Natalia Lukoskina  | P     | 8 agosto 1985     | Moldavia             |
| 3  | Anita Bredis       | P     | 27 gennaio 1992   | Azerbaigian          |
| 4  | Anna Kudakova      | C     | 23 gennaio 1988   | Ucraina              |
| 5  | Farida Rasulova    | L     | 29 ottobre 1987   | Azerbaigian          |
| 6  | Ayşən Əbdüləzimova | C     | 11 aprile 1993    | Azerbaigian          |
| 7  | Aytac Zeynalova    | S     | 24 maggio 1993    | Azerbaigian          |
| 7  | Elena Parchomenko  | C     | 11 settembre 1982 | Azerbaigian          |
| 8  | Ekaterina Zhidkova | S     | 28 settembre 1989 | Azerbaigian          |
| 11 | Kateryna Dudnikova | P     | 29 giugno 1982    | Ucraina              |
| 12 | ? Yakimik          | S/O   | -                 | -                    |
| 15 | Anna Popova        | S     | 11 febbraio 1990  | Russia               |
| 16 | Viktoriya Dedkova  | S/O   | 17 giugno 1988    | Ucraina              |
| 18 | ? Isidkova         | -     | -                 | -                    |

## Rabitə Baku
| N° | Nome                | Ruolo | Data di nascita  | Nazionalità sportiva |
| -- | ------------------- | ----- | ---------------- | -------------------- |
| -  | Zoran Gajić         | All   | -                | Serbia               |
| 1  | Dobriana Rabadžieva | S     | 14 giugno 1991   | Bulgaria             |
| 2  | Madina Aliyeva      | S     | 18 marzo 1990    | Azerbaigian          |
| 5  | Nataša Krsmanović   | C     | 19 giugno 1985   | Serbia               |
| 6  | Jasna Majstorović   | S     | 23 aprile 1984   | Serbia               |
| 7  | Mary Spicer         | P     | 3 luglio 1987    | Stati Uniti          |
| 8  | Silvija Popović     | L     | 15 marzo 1986    | Serbia               |
| 9  | Natalya Mammadova   | S/O   | 2 dicembre 1984  | Azerbaigian          |
| 10 | Kimberly Glass      | S     | 18 agosto 1984   | Stati Uniti          |
| 11 | Pelin Çelik         | P     | 23 maggio 1982   | Turchia              |
| 12 | Mira Golubović      | C     | 15 ottobre 1976  | Serbia               |
| 13 | Nataša Osmokrović   | S     | 27 maggio 1976   | Croazia              |
| 14 | Kathy Radzuweit     | C     | 2 marzo 1982     | Germania             |
| 15 | Sanja Starović      | S/O   | 25 marzo 1983    | Serbia               |
| 17 | Iryna Žukova        | P     | 22 novembre 1974 | Ucraina              |